# 京浜電気鉄道29号形電車

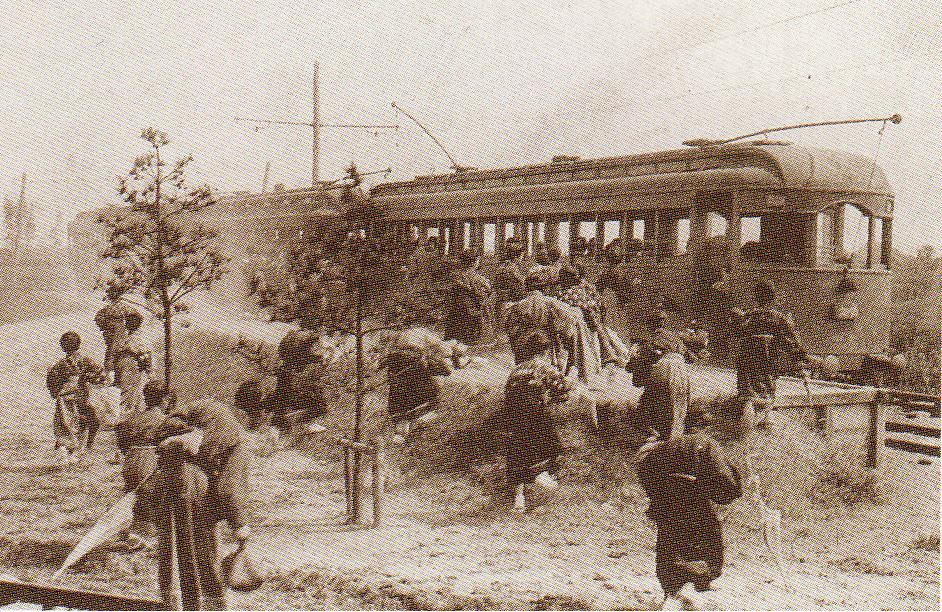
穴守線（現空港線）を走る29号形38号（明治40年代）。

京浜電気鉄道29号形電車（けいひんでんきてつどう29ごうがたでんしゃ）は、京浜急行電鉄の前身である京浜電気鉄道に過去に在籍していた通勤形電車である。

## 概要
1913年（大正2年）、天野工場（現・日本車輌製造）と大日本軌道鉄工部（後の雨宮製作所）で29 - 40の12両が製造された。木造車体はモニター屋根、丸妻正面三枚窓、両端開放デッキ、トロリーポール集電、救助網つきと1号形とほぼ同様の構造である。
東京市電乗り入れ廃止と連結運転開始に伴い、ステップの撤去、連結器取り付けを行なった。1933年（昭和8年）に29 - 35は制御車化されている。
1941年（昭和16年）大東急発足によりク29 - 31がクハ5220形5221 - 5223、ク32 - 35（33は事故廃車）がクハ5100形（初代）5101 - 5103、デ36 - 40がデハ5100形（初代）5104 - 5108と改番された。このうちクハ5220形は東急厚木線に配転となり、クハ3140形となった。また合併前までに中央扉の設置、開放デッキに外吊式扉の取り付けが行なわれている。

戦後の輸送量逼迫に対し主要私鉄に割り当てられた国鉄63形の見返りに東急は5100形と3140形の放出を決定。このうち7両（5101・5102・5104 - 5107・3143）を1947年（昭和22年）に高松琴平電気鉄道が譲受け、同社の60形・70形（初代）・15000形となった。
3141・3142は東横車輛で再電装の上1948年（昭和23年）に和歌山鉄道（現・和歌山電鐵）に譲渡、モハ501形となった。5222はクハ3660形クハ3662に車籍を譲り廃車。このクハ3662は1975年（昭和50年）まで東急で走った後、作家の斎藤茂太が引き取って東京都府中市の斎藤病院で使われた。
他の生き残り車もこの前後に廃車された。

## 保存車
- 高松琴平電気鉄道62（旧京浜37） - 香川県高松市さぬきこどもの国